# Ronald Ventura
Ronald Ventura (* 1973 in Manila) ist ein philippinischer Künstler.

## Leben
- 1993 Bachelor of Fine Arts in Painting, Päpstliche und Königliche Universität des heiligen Thomas von Aquin in Manila
- 1993–2001 Arbeit als Art Instructor at the Department of Fine Arts, Päpstliche und Königliche Universität des heiligen Thomas von Aquin in Manila

## Einzelausstellungen
- 2011 Tyler Rollins Fine Art, New York, NY
- 2010 Ronald Ventura: Fragmented Channels, Primo Marella Gallery, Milan, Italy
- 2009 Metaphysics of Skin, Tyler Rollins Fine Art, New York, NY
- 2008 Mapping The Corporeal, Museum of the National University of Singapore
- 2007 Illusions & Boundaries, The Drawing Room, Makati City, Philippines
- 2005 Human Study, The Cross Art Projects, Sydney, Australia
- 2004 Dead-End Images, The Art Center Megamall, Mandaluyong City, Philippines
- 2003 X-Squared, West Gallery and Big & Small Art Co., Philippines
- 2002 Visual Defects, West Gallery Megamall, Mandaluyong City, Philippines
- 2000 Innerscapes, West Gallery Megamall, Mandaluyong City, Philippines

## Leistungen
Sein Gemälde Grayground erzielte auf der Sotheby’s Auktion Modern and Contemporary Southeast Asian Paintings am 4. April 2011 den Rekordpreis von HK$ 8,420,000 (etwa 759.000 €), womit es das bislang teuerste Gemälde eines philippinischen Malers bei dieser Auktion ist.
- 2008 9th OITA Asian Sculpture Exhibition Open Competition, Award of Excellence, Japan
- 2005 Ateneo Art Awards, Ateneo Art Gallery, Studio Residency Grant, Sydney Australia
- 2003 Philip Morris Philippine Art Awards, Jurors’ Choice Award
- 2001 Art Manila, Künstler des Jahres
- 1999 Winsor & Newton Painting Competition, Jurors’ Choice Award
- 1998 National Commission For Culture & Arts and Pap Lithograph Competition, Erster Platz
- 1990 Shell National Students Art Competition, Erster Platz

## Werke
- Grayground, 2010, Graphit, Acryl und Öl auf Leinwand, 152.5 × 396 cm
- Destination, National University of Singapore Centre For the Arts, 2008, Öl auf Leinwand, 122 × 152,4 cm